# Championnats ibéro-américains d'athlétisme 1988
Navigation
Édition précédente Édition suivante
La 3e édition des Championnats ibéro-américains d'athlétisme se déroule du 22 au 24 juillet 1988 stade olympique universitaire de Mexico, au Mexique.
Le nombre d'épreuves passe à 40, avec l'adjonction des épreuves féminines du 10 000 m, du marathon et du 10 000 m marche, tandis que le marathon masculin, qui avait eu lieu lors de championnats séparés en 1986, est intégré aussi.

## Participants
371 athlètes représentant 19 pays ont participé à ces troisièmes championnats ibéro-américains.
| Amérique centrale et Caraïbes                                                         | Amérique du Sud                                                                             | Europe               |
| ------------------------------------------------------------------------------------- | ------------------------------------------------------------------------------------------- | -------------------- |
| - Costa Rica - Cuba - Guatemala - Honduras - Mexique - Panama - Porto Rico - Salvador | - Argentine - Brésil - Chili - Colombie - Équateur - Paraguay - Pérou - Uruguay - Venezuela | - Espagne - Portugal |

## Faits marquants
Les Cubains dominent la compétition en remportant 34 médailles, devant l'Espagne (28) et le Mexique, pays hôte (20).
Les championnats se déroulent en altitude et donnent lieu à de nombreux records des championnats. Ainsi, au cours des séries du 100 mètres masculin, le Brésilien Robson da Silva réalise 10 s juste, un nouveau record d'Amérique du Sud. Il fait le doublé au 200 mètres avec là encore un record d'Amérique du Sud. 
La Cubaine Ana Fidelia Quirot réalise le doublé 400-800.

## Podiums
Plusieurs épreuves, notamment en sprint, ont connu des problèmes de chronométrage. Les performances ci-dessous tiennent compte des corrections apportées a posteriori. 

### Hommes
| 100 m (vent : +1,2 m/s) | Robson da Silva 10 s 08                                                              | Leandro Peñalver 10 s 12                                                               | Arnaldo de Oliveira Silva 10 s 13                                               |
| 200 m (vent : -0,3 m/s) | Robson da Silva 20 s 05 CR                                                           | Leandro Peñalver 20 s 22                                                               | Roberto Hernández 20 s 24                                                       |
| 400 m | Roberto Hernández 44 s 44 CR                                                         | Gerson Andrade Souza 45 s 28                                                           | Jesús Malave 45 s 61                                                            |
| 800 m | Colomán Trabado 1 min 47 s 16 CR                                                     | Mauricio Hernández 1 min 47 s 38                                                       | Manuel José Balmaceda 1 min 47 s 66                                             |
| 1 500 m | Manuel Pancorbo 3 min 52 s 11                                                        | Adelino Hidalgo 3 min 53 s 10                                                          | Mauricio Hernández 3 min 53 s 19                                                |
| 5 000 m | Arturo Barrios 14 min 10 s 72                                                        | Mauricio González 14 min 25 s 78                                                       | Antonio Serrano (en) 14 min 41 s 75                                             |
| 10 000 m | Jesús Herrera 29 min 51 s 09                                                         | Manuel Vera 30 min 42 s 69                                                             | Franklin Tenorio 31 min 50 s 60                                                 |
| Marathon | Filemon López 2 h 23 min 59 CR                                                       | Wilson Pérez 2 h 24 min 27                                                             | Radamés González 2 h 28 min 25                                                  |
| 110 m haies (vent : 0,0 m/s) | Emilio Valle 13 s 71 CR                                                              | Carlos Sala 13 s 80                                                                    | Javier Moracho 13 s 83                                                          |
| 400 m haies | José Alonso 49 s 20 CR                                                               | Domingo Cordero 49 s 61                                                                | Antonio E. Dias Ferreira 50 s 12                                                |
| 3 000 m steeple | Martín Fiz 9 min 05 s 21                                                             | Mauricio Fabián 9 min 06 s 11                                                          | Germán Silva 9 min 14 s 45                                                      |
| 4 × 100 m | Cuba Andrés Simón Leandro Peñalver Sergio Querol Jaime Jefferson 38 s 86 CR          | Espagne Florencio Gascón Valentín Rocandio Enrique Talavera José Javier Arqués 39 s 36 | Portugal Fernando Damasio Pedro Curvelo Luis Cunha Luis Barroso 39 s 63         |
| 4 × 400 m | Cuba Lázaro Martínez Jorge Valentín Félix Stevens Roberto Hernández 2 min 59 s 71 CR | Venezuela Charles Bodington Aaron Phillips Henry Aguiar Jesús Malave 3 min 04 s 56     | Portugal Pedro Curvelo Felipe Lomba Arnaldo Abrantes Alvaro Silva 3 min 05 s 14 |
| 20 km marche | Carlos Mercenario 1 h 21 min 46 s 6 CR                                               | Ernesto Canto 1 h 24 min 29 s 0                                                        | Daniel Plaza 1 h 27 min 23 s 0                                                  |
| Saut en hauteur | Javier Sotomayor 2,35 m CR                                                           | Francisco Centelles 2,31 m                                                             | Fernando Pastoriza 2,25 m                                                       |
| Saut à la perche | Alberto Ruiz 5,30 m CR                                                               | Javier García 5,30 m CR                                                                | Efraín Meléndez 5,00 m                                                          |
| Saut en longueur | Jaime Jefferson 8,37 m CR                                                            | Ubaldo Duany 8,18 m                                                                    | Antonio Corgos 8,08 m                                                           |
| Triple saut | Juan Luis López 16,98 m CR                                                           | Ernesto Torres 16,84 m                                                                 | Jorge Luis Teixeira da Silva 16,81 m                                            |
| Lancer du poids | Paul Ruiz 19,18                                                                      | Narciso Boué 18,98 m                                                                   | Adilson Oliveira 17,68 m                                                        |
| Lancer du disque | Luis Mariano Delís 65,20 m                                                           | Juan Martínez 63,72 m                                                                  | José Araújo de Souza 56,16 m                                                    |
| Lancer du marteau | Andrés Charadía 68,46 m                                                              | Vicente Sánchez 68,00 m                                                                | Raúl Jimeno 67,52 m                                                             |
| Lancer du javelot | Ramón González 75,56 m                                                               | Juan de la Garza 73,48 m                                                               | Julián Sotelo 69,30 m                                                           |
| Records et Performances - AR : Record continental (area record) - CR : Record des championnats (championship record) - MR : Record du meeting (meet record) - NR : Record national (national record) - OR : Record olympique (olympic record) - PR : Record paralympique (paralympic record) - PB : Record personnel (personal best) - SB : Meilleure performance personnelle de la saison (season's best) - WL : Meilleure performance mondiale de l'année (world leader) - WJR : Record du monde junior (world junior record) - WR : Record du monde (world record) Circonstances et Conditions - DNF : N'a pas terminé (did not finish) - DNS : N'a pas pris le départ (did not start) - DQ : Disqualification (disqualification) - NM : Aucun essai valable enregistré (No Mark) - Q : Qualifié « directement » au prochain tour (ou à la prochaine compétition), lors d'une compétition majeure, grâce au classement ou à la réalisation des minima (automatic qualifier) - q : Qualifié au prochain tour (ou à la prochaine compétition), lors d'une compétition majeure, grâce au repêchage ou à la réalisation de l'une des meilleures performances parmi celles des « non qualifiés directement » (grâce au meilleur temps ou à la meilleure distance par exemple) (secondary qualifier) |                                                                                      |                                                                                        |                                                                                 |

### Femmes
| 100 m (vent : 0,0 m/s) | Sandra Myers 11 s 47 CR                                                                        | Cristina Pérez 11 s 59                                                              | Inés Antonia Santos Ribeiro 11 s 67                                                        |
| 200 m (vent : 0,0 m/s) | Blanca Lacambra 23 s 04 CR                                                                     | Cristina Pérez 23 s 06                                                              | Maria Magnólia Figueiredo 23 s 35                                                          |
| 400 m | Ana Fidelia Quirot 50 s 54 CR                                                                  | Maria Magnólia Figueiredo 51 s 74                                                   | Blanca Lacambra 52 s 16                                                                    |
| 800 m | Ana Fidelia Quirot 2 min 01 s 52                                                               | Soraya Telles 2 min 02 s 00                                                         | Rosa Colorado 2 min 03 s 89                                                                |
| 1 500 m | Soraya Telles 4 min 28 s 91                                                                    | Aurora Pérez 4 min 39 s 21                                                          | Judith McLaughlin 4 min 40 s 43                                                            |
| 3 000 m | Estela Estévez 9 min 46 s 35                                                                   | Martha Tenorio 9 min 46 s 66                                                        | Ruth Jaime 9 min 58 s 99                                                                   |
| 10 000 m | Martha Tenorio 35 min 33 s 67 CR                                                               | Martha Jiménez 36 min 08 s 54                                                       | Gloria Ramírez 36 min 23 s 00                                                              |
| Marathon | Zoila Muñoz 3 h 00 min 42 CR                                                                   | Gloria Corona 3 h 05 min 16                                                         | Maribel Durrity 3 h 08 min 00                                                              |
| 100 m haies (vent : 0,0 m/s) | Odalys Adams 13 s 28 CR                                                                        | Sandra Tavárez 13 s 53                                                              | Beatriz Capotosto 13 s 55                                                                  |
| 400 m haies | Tania Fernández 56 s 73 CR                                                                     | Liliana Chalá 57 s 12                                                               | Maria José Ferreira Santos 57 s 64                                                         |
| 4 × 100 m | Espagne Sandra Myers Cristina Pérez Yolanda Díaz Lourdes Valdor 44 s 47 CR                     | Mexique Sandra Tavárez Alma Delia Vázquez Alejandra Flores Guadalupe García 45 s 20 | Brésil Conceição Geremias Juraciara da Silva Claudiléia Santos Inês Antonia Santos 45 s 28 |
| 4 × 400 m | Brésil Rosângela Souza Suzette García Soraya Telles Maria Magnôlia Figueiredo 3 min 29 s 22 CR | Espagne Montserrat Pujol Rosa Colorado Esther Lahoz Blanca Lacambra 3 min 32 s 54   | Cuba Mercedes Álvarez Nelsa María Vinent Odalys Hernández Ana Fidelia Quirot 3 min 32 s 77 |
| 10 000 m marche | María Luz Colín 51 min 08 s 1 CR                                                               | Graciela Mendoza 51 min 09 s 8                                                      | Reyes Sobrino 52 min 00 s 4                                                                |
| Saut en hauteur | Silvia Costa 1,97 m CR                                                                         | Cristina Fink 1,88 m                                                                | Dania Fernández 1,85 m                                                                     |
| Saut en longueur | Madeline de Jesús 6,96 m CR, NR                                                                | Niurka Montalvo 6,55 m                                                              | Sandra Myers 6,38 m                                                                        |
| Lancer du poids | Belsis Laza 17,23 mCR                                                                          | Lissete Martínez 15,93 m                                                            | Margarita Ramos 15,51 m                                                                    |
| Lancer du disque | Bárbara Hechevarría 56,34                                                                      | Olga Lidia Gómez 55,58 m                                                            | María Isabel Urrutia 54,22 m                                                               |
| Lancer du javelot | Herminia Bouza 62,48 m CR                                                                      | Dulce García 61,83 m                                                                | Sueli dos Santos 56,10 m                                                                   |
| Records et Performances - AR : Record continental (area record) - CR : Record des championnats (championship record) - MR : Record du meeting (meet record) - NR : Record national (national record) - OR : Record olympique (olympic record) - PR : Record paralympique (paralympic record) - PB : Record personnel (personal best) - SB : Meilleure performance personnelle de la saison (season's best) - WL : Meilleure performance mondiale de l'année (world leader) - WJR : Record du monde junior (world junior record) - WR : Record du monde (world record) Circonstances et Conditions - DNF : N'a pas terminé (did not finish) - DNS : N'a pas pris le départ (did not start) - DQ : Disqualification (disqualification) - NM : Aucun essai valable enregistré (No Mark) - Q : Qualifié « directement » au prochain tour (ou à la prochaine compétition), lors d'une compétition majeure, grâce au classement ou à la réalisation des minima (automatic qualifier) - q : Qualifié au prochain tour (ou à la prochaine compétition), lors d'une compétition majeure, grâce au repêchage ou à la réalisation de l'une des meilleures performances parmi celles des « non qualifiés directement » (grâce au meilleur temps ou à la meilleure distance par exemple) (secondary qualifier) |                                                                                                |                                                                                     |                                                                                            |

## Tableau des médailles
- Pays hôte

| Rang  | Nation     | Or | Argent | Bronze | Total |
| ----- | ---------- | -- | ------ | ------ | ----- |
| 1     | Cuba       | 18 | 11     | 5      | 34    |
| 2     | Espagne    | 9  | 8      | 11     | 28    |
| 3     | Mexique    | 5  | 12     | 3      | 20    |
| 4     | Brésil     | 4  | 3      | 10     | 17    |
| 5     | Équateur   | 2  | 3      | 1      | 6     |
| 6     | Porto Rico | 1  | 2      | 1      | 4     |
| 7     | Argentine  | 1  | 0      | 2      | 3     |
| 8     | Venezuela  | 0  | 1      | 1      | 2     |
| 9     | Portugal   | 0  | 0      | 2      | 2     |
| 10=   | Chili      | 0  | 0      | 1      | 1     |
| 10=   | Colombie   | 0  | 0      | 1      | 1     |
| 10=   | Guatemala  | 0  | 0      | 1      | 1     |
| 10=   | Pérou      | 0  | 0      | 1      | 1     |
| Total | Total      | 40 | 40     | 40     | 120   |